# Hugo Allemann
Hugo Allemann (* 10. Januar 1921 in Egerkingen; † 12. Juni 2011) war ein Schweizer Volkswirt.

## Leben
Allemann war katholisch und in Welschenrohr beheimatet. Sein Vater Robert Allemann war Kantonspolizist. Hugo Allemann besuchte Schulen in Grenchen, Selzach und Schönenwerd. Ab 1936 besuchte er das Lehrerseminar Solothurn. Ab 1942 studierte er Nationalökonomie an der Universität Bern. Dort promovierte er 1949 mit einer Arbeit über das Akzelerationsprinzip. Ab 1947 war er volkswirtschaftlicher Beamter des Bundesamts für Industrie, Gewerbe und Arbeit. Ab 1951 war er Sekretär der Preisbildungskommission im Eidgenössischen Volkswirtschaftsdepartement (EVD), von 1955 bis 1960 war er Leiter derselben Kommission. Ab 1960 war er Vizedirektor des Eidgenössischen Statistischen Amts. Dort baute er die Wirtschaftsstatistik (nationale Buchhaltung, Produktionsstatistik, Strassenkostenrechnung) aus. Von 1963 bis 1965 war er volkswirtschaftlicher Experte des EVD. Von 1965 bis 1972 war er erster Delegierter des Bundesrats für Konjunkturfragen und Arbeitsbeschaffung. In dieser Funktion war er vor allem mit Problemen der Inflationsbekämpfung, der langfristigen Konjunkturstabilisierung, des Wirtschaftswachstums und des Strukturwandels beschäftigt. Er war Präsident der Kommission zur Förderung der wissenschaftlichen und technischen Forschung sowie Präsident der Eidgenössischen Kommission für Krisenbekämpfung und Arbeitsbeschaffung. 1967 wurde er Honorarprofessor der Universität Bern, 1969 ausserordentlicher Professor der Universität Zürich. 1972 wurde er Direktionspräsident der Solothurner Kantonalbank. Allemann war mit Lotti Hofmann verheiratet.

## Schriften (Auswahl)
- Die konjunkturtheoretische Bedeutung des Akzelerationsprinzips: eine kritische Würdigung. Friedli, Bern 1949, OCLC 611159602.
- Die volkswirtschaftliche Bedeutung des schweizerischen Mittelbetriebs. In: Der Schweizer Treuhänder. Jg. 38, 1964, Nr. 2, S. 33–46, OCLC 601839090.
- Kartellgesetz und marktmächtige Unternehmungen. In: Wirtschaft und Recht. Jg. 17, 1965, Heft 4, S. 213–250, OCLC 601841253.
- Die wirtschaftspolitische Bedeutung der Strukturprobleme. Einleitendes Kurzreferat gehalten an der Tagung der Schweizerischen Gesellschaft für Statistik und Volkswirtschaft in Genf von 5./6. Mai 1967. In: Schweizerische Zeitschrift für Volkswirtschaft und Statistik. Jg. 103, 1967, Heft 3, S. 325–330, OCLC 1405732473.
- Staatliche Forschungsförderung im Dienste der Volkswirtschaft, ein neues Konzept. In: Gewerbliche Rundschau. Jg. 17, 1972, Nr. 3, S. 91–97, OCLC 601840980.
- mit Werner Bussmann, Walter Steinmann: Grundlagen der schweizerischen Wirtschaftspolitik. Solothurn 1977, OCLC 731702391.
- Ergebnisse der mündlichen Betriebsbefragung in Großbetrieben und drei Industriebranchen. Projektleitung Solothurner Strukturstudien, Solothurn 1986, OCLC 718808391.